# 阿農河 (納沙泰爾湖)
46°49′28.7″N 6°40′58.7″E / 46.824639°N 6.682972°E
阿農河是瑞士的河流，位於該國西部，流經沃州，屬於阿勒河的支流，河道全長20公里，最終在格朗松東北面3公里注入納沙泰爾湖。